# Dueholm (ö i Danmark)
Dueholm är en ö i Danmark. Den ligger i Region Själland, i den sydöstra delen av landet. På ön finns nästan ingen växtlighet.